# 筆島
筆島（ふでしま）は、東京都大島町に属する小さな無人島である。海に突き出た高さ30mほどの岩であり、その名のとおり筆先のような形をしている。伊豆大島の南東の海岸から100mほどの沖に位置する。

## 概要
筆島は、火山島である伊豆大島ができる以前、240万年から数十万年前に活動していた。筆島火山の火道が侵食に耐え残った岩頸と呼ばれる地形である。対岸の伊豆大島の海食崖には筆島火山の岩石が露出し、岩脈が数多く見られる。

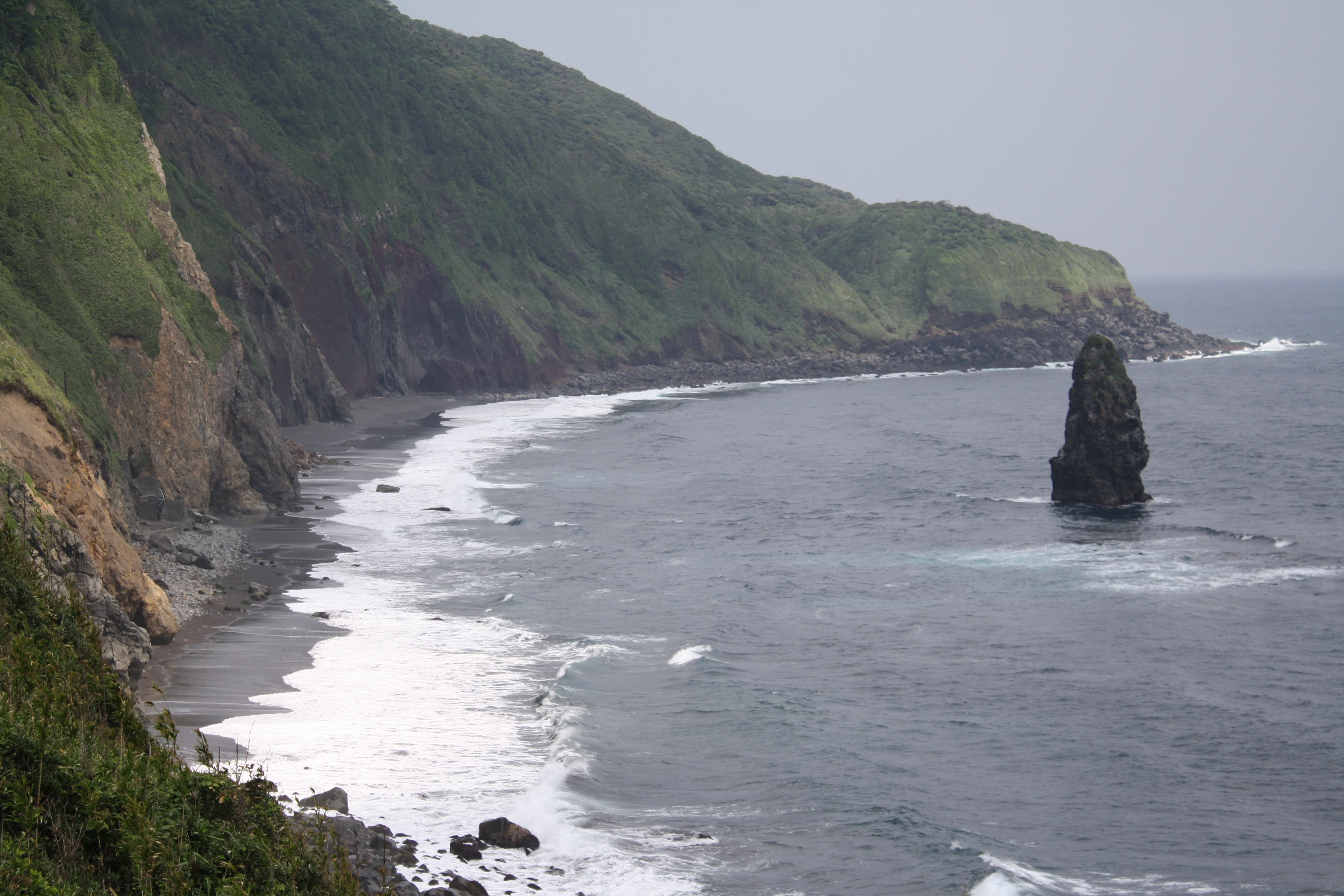
筆島を南から見る